# Provincia de Estuaire
Estuaire (español: Estuario) es una de las nueve provincias de Gabón. Tiene una superficie de 20.740 km², que en términos de extensión es similar a la de El Salvador o Eslovenia. La capital de la provincia es Libreville, que también es la capital de la nación. 
En 2013 tenía 895 688 habitantes, aproximadamente la mitad de la población total del país.

## Límites
Se ubica en el noroeste del país y tiene los siguientes límites:
| Noroeste: Río Muni, Guinea Ecuatorial | Norte: Río Muni, Guinea Ecuatorial | Noreste: Provincia de Woleu-Ntem   |
| Oeste: Océano Atlántico               |                                    | Este: Provincia de Moyen-Ogooué    |
| Suroeste: Océano Atlántico            | Sur: Provincia de Ogooué-Maritime  | Sureste: Provincia de Moyen-Ogooué |

## Subdivisiones
La provincia de Estuaire está dividida en cuatro departamentos más la capital Libreville y la ciudad de Owendo:
| Departamento                       | Chef-lieu | Población (2013) |
| ---------------------------------- | --------- | ---------------- |
| Ciudad subprovincial de Libreville | -         | 703 939          |
| Ciudad subprovincial de Owendo     | -         | 79 300           |
| Komo-Mondah                        | Ntoum     | 90 096           |
| Komo                               | Kango     | 17 575           |
| Noya                               | Cocobeach | 4225             |
| Komo-Océan                         | Ndzomoé   | 553              |